# Елбоу-Лейк (округ Грант, Міннесота)
Елбоу-Лейк (англ. Elbow Lake) — місто (англ. city) в США, в окрузі Грант штату Міннесота. Населення — 1276 осіб (2020).

## Географія
Елбоу-Лейк розташований за координатами 45°59′26″ пн. ш. 95°59′2″ зх. д. / 45.99056° пн. ш. 95.98389° зх. д. (45.990648, -95.983874).  За даними Бюро перепису населення США в 2010 році місто мало площу 4,43 км², з яких 3,48 км² — суходіл та 0,95 км² — водойми.

## Демографія
Згідно з переписом 2010 року, у місті мешкало 1176 осіб у 538 домогосподарствах у складі 313 родин. Густота населення становила 265 осіб/км².  Було 623 помешкання (141/км²).
Расовий склад населення:
| - 97,4 % — білих - 0,3 % — корінних американців - 0,2 % — чорних або афроамериканців - 0,2 % — азіатів |

До двох чи більше рас належало 1,7 %. Частка іспаномовних становила 1,2 % від усіх жителів.
За віковим діапазоном населення розподілялося таким чином: 24,1 % — особи молодші 18 років, 57,0 % — особи у віці 18—64 років, 18,9 % — особи у віці 65 років та старші. Медіана віку мешканця становила 40,9 року. На 100 осіб жіночої статі у місті припадало 82,0 чоловіків;  на 100 жінок у віці від 18 років та старших — 82,2 чоловіків також старших 18 років.
Середній дохід на одне домашнє господарство  становив 51 099 доларів США (медіана — 40 221), а середній дохід на одну сім'ю — 67 464 долари (медіана — 62 500). Медіана доходів становила 46 172 долари для чоловіків та 35 294 долари для жінок. За межею бідності перебувало 7,7 % осіб, у тому числі 6,1 % дітей у віці до 18 років та 7,1 % осіб у віці 65 років та старших.
Цивільне працевлаштоване населення становило 621 осіб. Основні галузі зайнятості: освіта, охорона здоров'я та соціальна допомога — 29,8 %, роздрібна торгівля — 14,0 %, будівництво — 12,6 %, виробництво — 11,4 %.